# 青山未来
青山 未来（あおやま みく、1993年6月19日 - ）は、日本のAV女優。ディノ所属。ギドラちゃん。

## 略歴
2014年2月、h.m.p専属女優としてAVデビュー。
2014年8月よりkawaii*専属女優となる。また、同じkawaii*専属女優のさくらゆら、涼川絢音とアイドルユニット「Asterisk*（アスタリスク）」を結成。青山のイメージカラーはオレンジ。楽曲提供は並木優。
2014年9月22日、川崎CLUB CITTA'でのライブイベント「SEXY IDOL MUSIC FESTA 2014」にAsterisk*として出演。『世界征服kawaii*戦士』『Future Stage_Sample』を披露。
2015年3月31日をもってkawaii*卒業、新宿LEFKADAにてAstarisk*１日限りの復活ラストライブ。
2019年4月2日、「今井杏樹（いまい あんじゅ）」としてAV復帰（バンビプロモーション所属）することを発表。
2019年8月13日、再び「青山未来」で活動するとツイート。

## 人物
趣味は旅。

## 出演作品

### アダルトDVD
2014年
- エグ過ぎる露出が秋葉原で超話題の着エロアイドルが禁欲生活に耐えきれず2年ぶりのセックス&AVデビュー!（2月7日、h.m.p）
- 敏感アクメ しつこいくらいの連続イカセSEX（3月7日、h.m.p）
- やりすぎ家庭教師（4月4日、h.m.p）
- 性交覚醒（5月2日、h.m.p）
- 都合のいいカラダ（6月6日、h.m.p）
- AVアイドルをくすぐっチャオ♪（7月1日、h.m.p）※AV OPEN 2014（ミドル級）参加作品　共演:宮崎夏帆、浅倉愛
- 青山未来のおもてなし痴女（7月4日、h.m.p）
- 青山未来kawaii*デビュー! 祝専属初レズW解禁すぺしゃる!!（8月25日、kawaii*）共演:さとう愛理
- ビーチでしよっ!（9月25日、kawaii*）
- 青山未来・ベスト 4時間 完全保存盤 vol.1（10月3日、h.m.p）※総集編
- 未来の膣中で一緒にイって（10月25日、kawaii*）
- 青山未来の全力オナニーサポーター（11月25日、kawaii*）
- にゅるにゅる美少女3Pヘルス（12月25日、kawaii*）共演:上原亜衣

2015年
- 舐めしゃぶり姫（1月25日、kawaii*）
- 青山未来・ベスト 4時間 完全保存盤 vol.2（2月6日、h.m.p）※総集編
- 青山未来の素人変態サークル体験ツアー!（2月25日、kawaii*）
- 美少女戦隊アクトレンジャーvsモラハラ窓際コンプレックスモンスター（3月25日、kawaii*）共演:茉莉花みく、綾瀬ことり
- ヒロインピンチオムニバス 忍者特捜ジャスティーイレイザー（5月8日、ZENピクチャーズ）共演:萩原明日香、牧野絵里
- 青山未来のべろべろちゅうちゅうオフ会（5月21日、グローリークエスト）
- 制服ナマ姦女子校生（5月22日、宇宙企画）
- 愛娘成長記録 父親近親相姦投稿映像（5月22日、I.B.WORKS）他出演:御舟みこと、中里まいあ
- ドリシャッ!!（6月5日、ワープエンタテインメント）
- 素人ナンパ持ち帰り!盗撮SEX横流し映像 6（6月12日、ナンパHEAVEN）
- AV女優の裏側リポート かたりたがーる（6月27日、HMJM）
- スクール水着 学校公認猥褻コスチューム（7月4日、ドリームチケット）
- JK捜査官 ブルセラストライカー 01（7月10日、GIGA）共演:井駒みつき
- 現役女子大生ナマ中出しライフ 3（7月10日、S級素人）他出演:涼木みらい、早川瑞希、島崎りこ
- 女子校生自画撮りディルドオナニー 4時間（7月10日、青空ソフト）他出演:早瀬ありす、紺野ひかる、乙葉ななせ、槇原愛菜、成海うるみ、渋谷美希、逢沢るる、陽木かれん ほか
- サディスティックヴィレッジ8周年記念 限定リリース作品 羞恥! イタズラ温泉 2015夏☆ 2枚組8時間! 新作撮り下ろし 8人全員セックス!! シリーズ最大のパワーアップイタズラ満載スペシャル!（7月23日、サディスティックヴィレッジ）共演:水野朝陽、涼川絢音、大槻ひびき、蓮実クレア、桜木優希音、水沢みゆ、紺野ひかる
- FIRST STAR 5周年特別記念作品 夏祭り美少女ビーチ大乱交（7月24日、FIRST STAR）共演:涼川絢音、なつめ愛莉、逢月はるな、森保さな
- デカ尻マニアックス（8月1日、ワンズファクトリー）
- 彼女のお姉さん達がイヤラしすぎたから子作り（8月1日、ZUKKON/BAKKON）共演:かすみ果穂、桜木優希音、安城アンナ
- 近親相姦 俺は50歳を過ぎて犯し続けた娘に愛された…（8月6日、ヒビノ）
- 48時間密着 企画・監督 青山未来 ド淫乱プライベート旅（8月14日、FIRST STAR）
- 結婚直前の蜜月、毎晩旦那さんに愛されて最高感度になっている新妻 ブライダルエステで油断したところに媚薬チ○ポを即ハメ! すぐに抵抗が弱まり、感じ始めたところでマシンバイブ挿入、潮を吹きまくって、中出しをすんなり受け入れる!（8月20日、サディスティックヴィレジ）他出演:水野朝陽、涼川絢音、紺野ひかる、水沢みゆ
- 愛され過ぎて眠れなくなる 病(ヤ)ンデレ女子の濃厚フェラチオ（8月20日、サディスティックヴィレジ）他出演:森川涼花、水野朝陽、水沢みゆ、花城あゆ、京野明日香
- 結婚直前の蜜月、毎晩旦那さんに愛されて最高感度になっている新妻ブライダルエステで油断したところに媚薬チ●ポを即ハメ! すぐに抵抗が弱まり、感じ始めたところでマシンバイブ挿入、潮を吹きまくって、中出しをすんなり受け入れる!（8月20日、サディスティックヴィレジ）他出演：水野朝陽、涼川絢音、紺野ひかる、水沢みゆ
- 自宅での不倫セックスを夫に見せつける寝取られ淫語人妻（9月11日、ケイ・エム・プロデュース）他出演：穂高ゆうき
- イラマチオじゃない腰振りフェラチオ 05 ～超吸引と厚みのある舌がうねうねと這い回る口内はマ○コを越えた絶品名器～（9月18日、SEX Agent/妄想族）他出演：涼川絢音、穂高ゆうき、本多由奈、如月めい、華原恵里奈、安堂怜、さちのうた
- 脱ぎたてパンティにくるんでもらう、ぬくもり手コキ 2 もっともマ○コに近かった存在がチ○コを優しく包み込む（9月18日、SEX Agent/妄想族）他出演：水沢みゆ、柊木なな、なつめ愛莉、華原恵里奈、さちのうた、宇野ゆかり、翼みさき
- 超舌おくちピストン すっからか～んになるまで終わらせないジュボジュボSEX（10月2日、h.m.p）
- よつんばいフェラ 7 ～淫尻を突き出し、一心不乱にしゃぶりつく雌犬たち～（10月16日、SEX Agent/妄想族）他出演：白石悠、河西希、若菜かなえ、如月めい、華原恵里奈
- ふたなり×ふたなり 大量射精＆大量潮噴き ふたなりが当たり前の世界の撮影現場はメチャメチャ過ぎてもう大変っ! ナース編（10月19日、ROOKIE）共演：なごみ
- 青山未来と子作り大作戦(ˆωˆ)生理前の発情期にムリヤリ中出しだお(ˆωˆ)おっ(ˆωˆ)おっ(ˆωˆ)（10月19日、キチックス/妄想族）
- 今日も’ふつう’でいきます（10月23日、BALTAN）
- 新任女教師 青山未来 マシンバイブ調教×催淫三角木馬×危険日中出し15連発 そのすべてで潮! 潮! 潮! 15（11月12日、サディスティックヴィレッジ）
- 超・女体観察 禁断の女体図鑑! 自然界最高峰とも云える生々しい人体アート14名（11月20日、SEX Agent/妄想族）他出演：涼川絢音、なつめ愛莉、なごみ、華原恵里奈、杏堂怜、本多由奈、望月ゆな、如月めい、荻野舞、さちのうた、白石悠、穂高ゆうき、朝比奈麻里
- 制服美少女本物中出し解禁!! 中年オヤジ限定だいしゅきホールド感謝祭（11月25日、本中）
- 神対応☆宅配ソープサンタ クリスマスぼっち確定の僕の自宅に青山未来がやってキターー\(ˆoˆ)/ーー!（12月18日、First Star）

2016年
- 金網レイプ学園（1月21日、ROCKET）共演：前田のの
- マスターベーションインストラクション 7 Schoolgirl JOI 美少女JKスペシャル 2（1月21日、ROCKET）共演：前田のの、瀬奈まお、早瀬ありす、涼宮琴音、リリィ
- 青山未来、黒ギャルDEBUT! 天上天下唯我独尊おみくでつ。（1月22日、First Star）
- イっクよぉ～! 観てるぅ～!? ONA21スタジオLIVEオナニー「みんなとイキたい」～オー・エヌ・エー・トゥエンティワン その時きっとひとつになれた～（1月22日、SEX Agent/妄想族）他出演：波多野結衣、紺野ひかる、渚うるみ、涼川絢音、夏希みなみ、絢森いちか、瀬奈まお、香山美桜、星野千紗
- 大量精子ごっくん20発!! 淫語実況ロリ女子アナウンサー（2月12日、ケイ・エム・プロデュース）
- 愛情いっぱい湯上がりセックス（3月1日、S-Cute）他出演：桜木優希音、逢沢るる、さくら亜衣
- 愛液採集（3月20日、プールクラブ・エンタテインメント）他出演：涼川絢音、川菜美鈴、乙葉ななせ、萌雨らめ、杏堂怜
- 超密着! JKプロレス（3月20日、レイディックス）他出演：乙葉ななせ、芦田知子、井上リオナ、桜乃ゆず、森乃ちはる
- レズビアンルーム～貴女とこんなレズしたかった～（4月13日、U＆K）共演：椎名りりこ
- 男は僕ひとりのハーレムけいおん部（4月21日、ROCKET）共演：椎名そら、絢森いちか
- 「ナマで入っちゃった!」美人デリ嬢のオイル素股でチ●ポをマ●コに擦り付けてたら思わずフル勃起からの生挿入! 本番禁止のはずがナマ中出しまで許しちゃったドスケベ美人デリ嬢（6月16日、グローリークエスト）他出演：かすみ果穂、夏希みなみ
- 奴隷ROOM Second 05（6月21日、MAD）共演：葵千恵
- T尻II 妄想Tバック・バックパンチラ挑発（6月25日、アロマ企画）他出演：絢森いちか、北川エリカ、星空もあ、Maika、本真ゆり
- 未来の挑発チラリズム …年下の先輩が小悪魔すぎて困るんです… その9（7月13日、アロマ企画）

### イメージDVD
- 初パンチュ（2014年2月7日、ワニッチ）
- 初裸 63（2014年2月13日、グラッツコーポレーション）
- 裸の天使（2014年4月25日、ニュートラル・ハート）

### 映画
- あんこまん（2014年7月5日公開、スポッテッドプロダクションズ、監督:中村祐太郎） - 「沙英」役（主演）

### 成人映画
- 不倫美姉妹 白衣のあえぎ（2015年3月13日公開、オーピー映画、監督・脚本:関根和美） - 「白石リエ」役
- 桃尻娘のエッチな大冒険（2015年7月10日公開、オーピー映画、監督・脚本:関根和美） - 「真木紗彩」役（主演）

## インターネット番組
- トイズハートプレゼンツBUBKA「きのう誰食べた」（2014年6月3日、ニコニコ生放送）[10]